# U 68 (U-Boot, 1915)
U 68 war ein diesel-elektrisches U-Boot des Kriegsauftrags „D“ der deutschen Kaiserlichen Marine, das im Ersten Weltkrieg zum Einsatz kam.

## Einsatz
Das U-Boot wurde noch vor Kriegsbeginn von der Österreichischen Marine bestellt, jedoch am 28. November 1914 von Deutschland übernommen. Am 1. Juni 1915 lief das U-Boot schließlich als U 68 bei der Germaniawerft in Kiel vom Stapel und wurde am 17. August 1915 in Dienst gestellt. Der erste und einzige Kommandant war Kapitänleutnant Ludwig Güntzel. Er befehligte U 68 von dem Tag seiner Indienststellung bis zu seinem Untergang am 22. März 1916, wobei er dabei umkam.
U 68 wurde Ende November 1915 der IV. U-Flottille der Hochseestreitkräfte zugeordnet, die in Emden und auf Borkum stationiert war.
U 68 führte während des Ersten Weltkrieges eine Feindfahrt in der Nordsee und in den Gewässern um die britischen Inseln durch. Dabei wurde kein Schiff versenkt oder beschädigt. Am 29. und 30. Dezember 1915 sicherte U 68 die Ausfahrt des deutschen Hilfskreuzers Möve bis kurz vor die britische Seeblockade bei Norwegen.

## Verbleib
U 68 befand sich am Morgen des 22. März 1916 südwestlich von Irland vor der Küste der Grafschaft County Kerry. Das U-Boot sichtete ein vermeintliches Kohlenschiff und setzte in getauchtem Zustand zu einem Torpedoangriff an. Das Schiff war die britische U-Boot-Falle Farnborough (Q 5) unter dem Kommando von Gordon Campbell. Ein Torpedo verfehlte das Ziel, so dass sich Kapitänleutnant Güntzel stattdessen für einen Überwasserangriff entschied. Güntzel ließ auftauchen und das Schiff durch einen Warnschuss des Deckgeschützes stoppen. Ein Teil der Schiffsbesatzung bestieg nun in scheinbarer Panik die Beiboote. U 68 fuhr auf etwa 800 Meter an das Schiff heran. Ein zweiter Torpedo wurde abgeschossen, der abermals nicht traf. Mit einem Male erschien auf dem Schiff die britische Seekriegsflagge und Artillerie schoss auf das U-Boot. U 68 tauchte ab, wurde aber mit zwei Wasserbomben belegt, die das U-Boot zum Auftauchen zwangen. Dabei erkannte die Besatzung der Farnborough am Bug des U-Bootes eine deutliche Beschädigung. U 68 wurde durch erneuten Artilleriebeschuss getroffen und sank. Öl und Wrackteile bestätigten die Versenkung. Der Untergang erfolgte etwa auf der Position 51° 54′ N, 10° 53′ W. Es gab keine Überlebenden. Eine Hebung fand nicht statt. Unter den Gefallenen war auch Oberleutnant zur See und Erster Wachoffizier Wolfheinrich von Schönberg, Sohn des Generalmajors Walter von Schönberg.
Die Farnborough versenkte am 17. Februar 1917 auch das deutsche U-Boot U 83 im selben Seegebiet ebenfalls durch Artilleriebeschuss.